# Nationaler Wirtschaftsblock und Landbund
Nationaler Wirtschaftsblock und Landbund war ein Wahlbündnis mehrerer österreichischer bürgerlicher Parteien für die Nationalratswahl am 9. November 1930. Das Bündnis stand unter der Führung des parteilosen ehemaligen Bundeskanzlers Johann Schober, weshalb es auch Schoberblock genannt wurde.

## Vorgeschichte
Die beiden deutschnationalen Parteien Großdeutsche Volkspartei (GDVP) und Landbund für Österreich (LBd) waren 1929–30 in einer Koalition mit der Christlichsozialen Partei (CS) in der Bundesregierung Schober III vertreten („Bürgerblock“). Das Scheitern der Regierung an der Strafella-Affäre sahen sie als parteipolitisch provoziert an: Ein rechter Flügel in der CS um Ignaz Seipel, Viktor Kienböck und Richard Schmitz hätten in den Koalitionspartnern zunehmend Konkurrenten gesehen und leichtfertig eine Regierungskrise herbeigeführt, um durch eine Umbildung der Regierung ohne Schober diese Konkurrenz abzufangen. GDVP und LBd erklärten daher den Koalitionspakt für gebrochen und standen für keine neue Koalition zur Verfügung. Die CS konnte so nur eine Minderheitsregierung (Bundesregierung Vaugoin) bilden, die im Parlament mit einem Misstrauensvotum rechnen musste. Sie beschloss daher schon in ihrer ersten Sitzung, Bundespräsident Wilhelm Miklas die Auflösung des Nationalrats vorzuschlagen. Am 1. Oktober 1930 wurde der Nationalrat aufgelöst, die eigentlich für das Frühjahr 1931 angesetzten Wahlen wurden auf den 9. November 1930 vorgezogen.

## Bildung des Wahlbündnisses
Die GDVP hatte schon länger das Anliegen, für Nationalratswahlen einen einheitlichen „nationalen“ Block zu bilden, was ihr bislang noch nie gelang. Die Popularität Schobers im liberalen Bürgertum schien es diesmal möglich zu machen. Am 4. Oktober 1930 fand im Niederösterreichischen Gewerbeverein auf Einladung des früheren Handelsministers Friedrich Schuster eine Versammlung statt, bei der Persönlichkeiten aus der Wirtschaft, aber auch aus der Wissenschaft (Professoren Srbik und Redlich) mit Politikern der Großdeutschen diskutierten. Dabei wurde eine Entschließung verfasst, in der Schober, „der uns allein Ruhe und Ordnung im Staate und die Wiederaufrichtung unserer bedrängten Wirtschaft verbürgen kann“, gebeten wurde, als Führer an die Spitze eines zu bildenden bürgerlichen Wahlblocks zu treten. Noch am selben Tag sprach eine Abordnung dieser Versammlung bei Schober vor. Dieser war dazu bereit, sich als Kandidat aufstellen zu lassen, falls eine „Vereinbarung zwischen den bürgerlichen Parteien der Mitte zur Schaffung eines gemeinsamen Blocks zustande“ käme.
Angepeilt wurde ein Zusammenschluss der GDVP und des LBd mit kleineren Parteien. Es sollten alle nichtmarxistischen Stimmen zusammengefasst werden, die nicht dem christlichsozialen Lager angehörten, oder „infolge der bekannten letzten politischen Vorgänge, die zum Sturz des Kabinetts Schober führten, eine andere Vertretung im kommenden Nationalrate wünschen“ (so Schuster). Der Wählerblock sollte auch als Wahlpartei einheitlich auftreten und eine Stimmenzersplitterung bei der Wahl verhindern. Es setzten hektische Verhandlungen über die Bildung dieses Blocks ein. Der Landbund legte aus organisatorischen und wahltaktischen Gründen Wert darauf, mit eigener Parteibezeichnung in den Wahllisten aufzuscheinen. Da die im Block vereinigten Gruppierungen beabsichtigten, wirtschaftliche Fragen in den Mittelpunkt der Wahlkampfauseinandersetzungen zu rücken, wurde das Wahlbündnis am 11. Oktober 1930 unter dem Namen „Nationaler Wirtschaftsblock und Landbund (Führung: Dr. Johannes Schober)“ konstituiert.
Es bestand aus folgenden Gruppierungen:
- Großdeutsche Volkspartei
- Landbund für Österreich
- Reichsverband der öffentlichen Angestellten
- Deutscher Gewerkschaftsbund (Dachverband der deutschnationalen Arbeitnehmerverbände)
- Unabhängige Arbeitspartei (eine Gründung von Ministerialrat Schoberlechner)[1]
- Ständebund
- Ude-Partei
- NSDAP (Schulz-Flügel)
- weitere wirtschaftliche Organisationen und Berufsvereinigungen

## Wahlkampf, Wahl und Regierungsbeteiligung
Am 12. Oktober 1930 wurde in der Neuen Freien Presse ein Aufruf des Schoberblocks veröffentlicht. Darin wurde Schober als einziger dargestellt, der uneingeschränktes Vertrauen genieße. Er würde sich für eine Besserung der Wirtschaft einsetzten, die allen zugutekommen werde. Es wurde auch betont, dass die Wahlgemeinschaft im „Dienste des deutschen Volkstums“ stehe, dessen „Zusammenfassung in einem Staate“ außenpolitisches Ziel sei. Als Motto gelte: „Volkswohl muß über Parteiselbstsucht gestellt werden“.
Allerdings gab es auch im Schoberblock Anzeichen von „Parteiselbstsucht“: der Landbund kandidierte in Oberösterreich, Salzburg und Tirol gesondert. Die Landesorganisationen begründeten dies mit einem Beschluss der Reichsparteileitung, keine Bindungen einzugehen und mit den unterschiedlichen Verhältnissen in den Ländern.
Der Wahlkampf wurde umso rüder, je näher der Wahltag heranrückte. Es kam zu hitzigen Wortgefechten, Versammlungen wurden gestört und Wahlveranstaltungen gesprengt, Plakate beschlagnahmt. Besonders Vertreter von Heimwehr und NSDAP waren auch an Prügeleien beteiligt.
Der Wahltag am 9. November 1930 brachte die bisher höchste Wahlbeteiligung in der Ersten Republik. Der Schoberblock erreichte etwa 12 Prozent der Stimmen und damit 19 Mandate, was einen Verlust von zwei Mandaten bedeutete. Je neun Mandate gingen an GDVP und LBd, eines an Schober. Da weder die stimmenstärksten Sozialdemokraten (SDAP), noch die Vertreter der Regierung Vaugoin (CS und Heimatblock) über die absolute Mehrheit verfügten, musste eine Regierung unter Beteiligung des Schoberblocks gebildet werden. Carl Vaugoin, der als mitverantwortlich am Sturz Schobers gesehen wurde, trat zurück, und Miklas beauftragte den Vorarlberger Landeshauptmann Otto Ender mit der Regierungsbildung.
In der am 4. Dezember 1930 gebildeten Bundesregierung Ender wurde Schober Vizekanzler und mit der Leitung der auswärtigen Angelegenheiten betraut. Das Scheitern der Zollunionspläne im Frühjahr 1931 sowie der Zusammenbruch der Creditanstalt für Handel und Gewerbe führte bald zu Turbulenzen in der Koalition, die 1932 zu deren endgültigen Zerbrechen führten.

## Wählervereinigung „Nationaler Wirtschaftsbund“
Im Jänner 1931 wurde ein Verein zur Sammlung aller Wähler Schobers gegründet, die nicht einer der parteipolitisch organisierten Gruppen des Schoberblocks angehörten. Dieser „Nationaler Wirtschaftsbund, Führung Dr. Schober“ genannte Wählerverein wollte sich im Fall von Neuwahlen dem Schoberblock anschließen. Er wurde von allen am Schoberblock beteiligten Gruppen bis auf die Großdeutsche Volkspartei, den Landbund und den Ständebund unterstützt.

## Belege
1. ↑  Die Teilnehmer am Mittelblock. In: Neue Freie Presse, 12. Oktober 1930, S. 9 (online bei ANNO).
2. ↑  Robert Kriechbaumer: Die großen Erzählungen der Politik. Politische Kultur und Parteien in Österreich von der Jahrhundertwende bis 1945 (= Schriftenreihe des Forschungsinstitutes für politisch-historische Studien der Dr.-Wilfried-Haslauer-Bibliothek, Salzburg. Band 12). Böhlau, Wien / Köln / Weimar 2001, ISBN 3-205-99400-0, S. 466 f.
3. ↑  Der Nationale Wirtschaftsbund. In: Neue Freie Presse, 14. Jänner 1931, S. 5 (online bei ANNO).
4. ↑  Landbund und Bundesangestellte. In: Oesterreichische Wehrzeitung, 20. März 1931, S. 5 (online bei ANNO).